# Palast von Geguti

Ruine des Palastes von Geguti

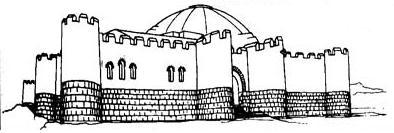
Mögliche Rekonstruktion

Palast von Geguti (georgisch გეგუთის სასახლე) war eine Residenz der georgischen Könige der Feudalzeit. Es befindet sich in der Munizipalität Zqaltubo im Dorf Geguti, sieben Kilometer südlich von Kutaissi am Ufer des Flusses Rioni. 

## Geschichte
Die frühesten historischen Erwähnungen des Geguti-Palastes stammen aus dem 8. Jahrhundert. Das Hauptgebäude des Palastes stammt aus der Zeit von König Giorgi III. Hier wurde Königin Tamar von ihrem Vater Giorgi III. zur Mitregentin gekrönt. Nach dem Zusammenbruch des Königreichs Georgien ist der Geguti-Palast die Residenz der Könige von Imeretien. Der Palast wurde in der ersten Hälfte des 19. Jahrhunderts während der Schlachten Solomon II. beschädigt. Nach der Annexion des Königreichs Imeretien durch das Russische Reich wurde der Abriss des Palastes fortgesetzt. Die Baumaterialien des Palastes wurden von den russischen Beamten des Reiches zum Bau von Verwaltungsgebäuden Gebäuden in Kutaisi verwendet.
Der erste Forscher des Geguti-Komplexes, der Frédéric Dubois de Montpéreux, erstellte 1833 einen Plan für den erhaltenen Teil des Palastes und definierte die Funktion der einzelnen Räume. Heute erstrecken sich die Ruinen über eine Fläche von mehr als 2000 Metern. Infolge der archäologischen Kampagne von 1937 wurden mehrere Räume teilweise gereinigt und die Details des ursprünglichen Plans geklärt. Im Georgischen Nationalmuseum sind etwa 60 Artefakte aus verschiedenen Zeiten erhalten, die während dieser Ausgrabung entdeckt wurden. In den Jahren 1954 bis 1962 wurde der Komplex erneut gereinigt und Konservierungsarbeiten durchgeführt. Zu dieser Zeit wurde es möglich, die ursprünglichen architektonischen Formen des Palastes genauer zu bestimmen.
Die Halle verfügt über mehrere Bauschichten. Der früheste Teil, der aus dem 8.–9. Jahrhundert stammt, ist ein sogenanntes „Jagdhaus“ (georgisch სანადირო სახლი) mit einem einfachen Plan und einem großen Kamin. Später führte es viele Funktionen aus. Der Hauptteil des Palastes ist eine große Halle, die mit einer 14-Meter-Kuppel gekrönt ist. Hier und da befinden sich Wohn- und Landwirtschaftslagerräume (Schlafzimmer, Bad usw.). Das gesamte Gebäude ist von massiven Pfeilern an den Außenwänden umgeben. Noch ein kleines Gebäude und die Palastkirche westlich des Hauptgebäudes stammen aus dem 13. bis 14. Jahrhundert.